# Mjällby
Mjällby er en by i Sölvesborgs kommun i Blekinge län i det allersydligste Sverige, som havde 1.254 indbyggere i 2010. Mjällby ligger på halvøen Listerlandet. 
Byen har traditionelt levet af fiskeri, og den nærliggende havn i Nogersund er den tredjestørste fiskerihavn i Sverige. Fiskeriindustrien er dominerende på halvøen Listerlandet som også er et centrum for pelsdyravl i Sverige.
Mjällby er kendt for sit fodboldhold, der har spillet flere gange i den svenske nationale fodboldliga. Blandt fodboldfans i Sverige er Mjällby AIF kendt som "holdet, der altid kommer igen". I september 2009 kvalificerede holdet sig igen til den øverste division og spillede fem sæsoner i Allsvenskan indtil slutningen af 2014-sæsonen. 
Matematikeren Lars Hörmander var født i Mjällby. 
En forstad til byen, opført af et lokalt boligselskab, var i omkring 40 år uofficielt kendt af lokalbefolkningen som Negerby på grund af de sorte skorstene på husene. I 2012 blev brugen af dette navn omtalt af en journalist, og efter et offentligt ramaskrig besluttede boligselskabet sig for at benytte Slottsstaden.